# Xerraire de clatell castany
El xerraire de clatell castany (Trochalopteron erythrocephalum) és un ocell de la família dels leiotríquids (Leiothrichidae).

## Hàbitat i distribució
Viu entre la malesa del bosc, matolls i bambú, a les muntanyes del nord de Pakistan, nord i est de l'Índia des de Caixmir cap a l'est fins al centre del Nepal i sud-est del Tibet.